# اندری زین
اندری زین (اوکراینی: Андрій Богданович Зінь؛ زادهٔ ۱۴ ژوئیهٔ ۲۰۰۰) بازیکن فوتبال اهل اوکراین است.